# Bassum
Bassum er en by i Landkreis Diepholz i den tyske delstat Niedersachsen, beliggende cirka 35 km nordøst for Diepholz, og 25 km syd for Bremen. Den ligger sydøst for Naturpark Wildeshauser Geest
Ud over hovedbyen Bassum ligger følgende landsbyer og bebyggelser i bykommunen: Albringhausen, Apelstedt, Bramstedt, Bünte, Fesenfeld, Hallstedt, Henstedt, Hollwedel, Högenhausen, Kastendiek, Neubruchhausen, Nienstedt, Nordwohlde, Osterbinde, Pestinghausen, Ringmar, Schorlingborstel, Steinforth, Stühren, Stütelberg and Wedehorn.